# Фёльдеши, Арнольд
Арнольд Фёльдеши (венг. Földesy Arnold; 20 декабря 1882 года, Будапешт — 29 мая 1940 года, там же) — венгерский виолончелист.
Сын скрипача. Учился в Консерватории Хоха у Хуго Беккера и в Берлинской высшей школе музыки у Роберта Хаусмана, непродолжительное время занимался также под руководством Давида Поппера. Гастролировал по Европе в 1903 г. (с пианистом Эрнё Фодором), по Австралии в 1905 гг. (с певицей Элизабет Паркиной и флейтистом Джоном Амадио), по США в 1907 г. В 1908—1915 гг. вёл подготовительный класс в Будапештской консерватории, одновременно до 1912 г. был солистом в оркестре Королевской оперы. В 1915—1933 гг. жил и работал в Германии, до 1924 г. был первой виолончелью Берлинского филармонического оркестра. Выступал и записывался также в составе фортепианного трио (с Каролем Шретером и Борисом Кройтом). Оставил запись «Кол нидрей» Макса Бруха (с пианистом Гельмутом Бервальдом).
Григорий Пятигорский, игравший вместе с Фёльдеши в Берлине, вспоминал о нём:

Натура яркая и непостоянная, он был не слишком образован и отличался несколько грубоватой прямотой: меня привлекало в нём мастерство владения инструментом. Как и его артистизм, всё в нём было необычно: великолепная широта души, весь облик — монокль в глазу и изнурённое лицо и, наконец, виолончель, шпиль которой отстоял лишь на полвершка от пола.